# Мануель Сільвестре
Мануель Сільвестре (ісп. Manuel Silvestre, 2 червня 1965) — іспанський ватерполіст.
Срібний призер Олімпійських Ігор 1992 року.
Срібний призер Чемпіонату світу з водних видів спорту 1991, 1994 років.